# شويعرة خشنة
الشويعرة الخشنة (باللاتينية: Bromus squarrosus) نوع نباتي يتبع جنس الشويعرة من الفصيلة النجيلية. ينتشر هذا النوع في المشرق العربي والمغرب العربي وآسيا الوسطى وأوروبا.

## الوصف النباتي
ينمو النبات بشكل حزم، النورة عنقودية مزدحمة، السنيبلات جالسة. السفا ينحني قليلاً قبيل القمة. القيمة الرعوية متوسطة بالأطوار الأولى وتنخفض عند النضج نظراً لوجود السفا.

## الموئل والانتشار
موطنه بلاد الشام والمغرب العربي وتركيا والقوقاز وكل مناطق أوروبا.